# Praia de Mar Grande
Mar Grande é uma praia situada na ilha de Itaparica, na Baía de Todos os Santos, estado brasileiro da Bahia, e também distrito do município de Vera Cruz.

## Histórico
A Ilha de Itaparica era um local de morada de pescadores até que no século XIX passou a integrar-se com o sistema de navegação a vapor que, a partir de 1878, cortava a Baía de Todos os Santos; novas construções são erguidas no lugar, e passa a se tornar uma estância de veraneio, com auge na década de 1950; a partir da década de 1970 um novo impulso de desenvolvimento ocorre com a instalação da travessia entre a capital e a ilha por meio do sistema de ferry boats e barcos, a partir de Mar Grande; dali, o transporte na ilha se fazia através de peruas de passageiros.

## Representação cultural
A praia está presente na maioria das crônicas da escritora Myriam Fraga; era o lugar onde, desde criança, passava os verões e que viria, na maturidade, retratar; seu livro póstumo "Ventos de Verão" traz um diálogo com as telas do artista plástico Mendonça Filho e retrata também a praia a partir do ponto de observação da cidade de Salvador.
As telas do pintor Mendonça Filho registravam os pescadores na praia de Mar Grande, e ainda moradores, vida cultural e paisagens típicas do lugar.